# Port lotniczy Cherbourg-Maupertus
Port lotniczy Cherbourg-Maupertus (IATA: CER, ICAO: LFRC) – port lotniczy położony 11 km od Cherbourg, w regionie Dolna Normandia, we Francji.